# Destination okänd (detektivroman)
Destination okänd är en spionroman av Agatha Christie som först publicerades i Storbritannien 1954 och i USA 1955 med titeln So Many Steps to Death.
Romanen börjar i Marocko, där Hilary Craven bor efter ett misslyckat äktenskap. Hon planerar att begå självmord, men rekryteras istället av den brittiska underrättelsetjänsten för ett uppdrag. Hon ombeds att utge sig för att vara hustrun till en kärnfysiker som nyligen försvunnit. Hilary transporteras snart för att träffa sin nya "make".
Recensioner vid tiden för utgivningen 1954-1955 fann att romanen låg rätt i tiden, och var klart roligare för Mrs Christie att skriva än hennes vanliga mysterieromaner. En recensent var tydlig med att deckare var hennes starka sida och att den här typen av romaner inte var det, men ändå var den läsvärd. En senare recension, av Robert Barnard, ansåg att romanen började bra, men avvek när den hittade sin väg till upplösningen, och "störtar in i hokum". Han nämnde de högt värderade vetenskapsmän som arbetade i Los Alamos under andra världskriget med atombomben och försvann när freden kom som premiss för romanen; Bruno Pontecorvo, som hoppade av till Sovjetunionen 1950, och Klaus Fuchs, teoretisk fysiker som skickade hemlig information till Sovjetunionen och fängslades ungefär samtidigt för det brottet.
Verket är en av endast fyra Christie-romaner som inte har fått en adaption av något slag, de andra är Slutet blir döden, Passagerare till Frankfurt och Ödets port.

## Handling
Hilary Craven, en övergiven hustru och sörjande mor, planerar självmord på ett marockanskt hotell. Den brittiske hemlige agenten Jessop föreslår att hon ska åta sig ett farligt uppdrag som ett alternativ till att ta en överdos av sömntabletter. Uppdraget, som hon accepterar, är att utge sig för att vara hustrun till Thomas Betterton, en kärnfysiker som har försvunnit och kan ha hoppat av till Sovjetunionen. Snart befinner hon sig i en grupp märkligt blandade resenärer som transporteras till titelns okända destination.
Destinationen är en hemlig vetenskaplig forskningsanläggning förklädd till en modern spetälskekoloni och medicinskt forskningscenter på en avlägsen plats i Atlasbergen. Forskarna behandlas väl och förses med all utrustning som behövs för deras forskning, men de får inte lämna anläggningen av någon anledning. De är inlåsta i hemliga områden djupt inne i bergen när regeringstjänstemän och andra utomstående kommer på besök. Hilary Craven lyckas utge sig för att vara Bettertons fru Olive, eftersom han är olycklig och desperat vill fly. Han säger att han inte kan göra sitt bästa arbete utan frihet.
Hilary upptäcker att anläggningen byggdes av den sagolikt förmögne och något skurkaktige herr Aristides, för ekonomiska snarare än politiska syften. Han har lockat många av världens bästa unga forskare till det med olika bedrägerier så att han senare kan sälja tillbaka sina tjänster till världens regeringar och företag för en enorm vinst. Hon blir förälskad i Andrew Peters, en stilig ung amerikan och forskningskemist som reser i gruppen med henne till anläggningen.
Med hjälp av ledtrådar som Hilary har lämnat längs vägen till den hemliga anläggningen och lokala berber som hittar dessa ledtrådar åt honom, lokaliserar Jessop, med diplomater från nationer som förlorar unga forskare, anläggningen, besöker den och bryter den muren av separation. Jessop räddar Hilary och de andra som hålls fångna där. Peters visar sig vara Boris Glydr från Polen, som använder ett antaget namn och talar amerikansk engelska. Han är på uppdrag för sin avlidne kusin Elsa. Han vill att Betterton ska ställas inför rätta för mordet på sin första fru, Glydrs kusin Elsa. Betterton är inte en kreativ vetenskapsman i världsklass, efter att bedrägligt ha tillkännagett upptäckten av ZE Fission som sin egen efter att ha plagierat sin fru Elsas arbete. Betterton arresteras. Hilary vill inte längre dö och återupptäcker sin önskan att leva; hon och Peters är fria att börja sitt liv tillsammans.

## Karaktärer
- Mr Jessop, en brittisk säkerhetsagent
- Thomas Betterton, en ung forskare som nyligen försvunnit
- Olive Betterton, hans andra hustru som vill ansluta sig till honom
- Boris Glydr, polsk kusin till Thomas Bettertons avlidna första fru, Elsa
- Hilary Craven, en kvinna som ser ut som Olive, förlorade nyligen sitt enda barn och hennes man lämnade henne
- Mrs Calvin Baker, en till synes typisk amerikansk turist, som i själva verket är en viktig aktör i de händelser som utspelar sig, och som hyser stor förbittring och hat mot sitt hemland
- Janet Hetherington, en surmulen engelsk resenär, egentligen en brittisk agent
- Henri Laurier, en tapper fransman
- Aristides, en av världens rikaste män med händerna i många olika grytor världen över
- Andrew Peters, en ung forskningskemist
- Torquil Ericsson, en norsk idealist
- Dr Louis Barron, en fransman som ägnar sig åt bakteriologisk forskning
- Helga Needheim, en arrogant tysk vetenskapsman
- Paul Van Heidem, social chef på anläggningen
- Dr Nielson, biträdande direktör, med ansvar för administration
- Regissören, en karismatisk talare anställd av Aristides
- M. LeBlanc, en fransk utredare som arbetar med Jessop

## Litterär betydelse och mottagande
Philip John Stead, som skrev i The Times Literary Supplement i sin recension den 19 november 1954, var entusiastisk över romanen och ställde frågan: "Vart tar vetenskapsmännen vägen när de försvinner ur säkerhetstjänstens händer? En lösning på detta fascinerande problem presenteras i Destination okänd. Även om det måste erkännas att hemligheten, när den avslöjas, snarare påminner om Tusen och en natt än om modern internationell rivalitet om vetenskapliga talanger, kan den säkert ursäktas med att den ger Mrs Christie en berättarsemester från detektivromanens stränghet. Läsarna kan beklaga frånvaron av den stärkande logiken i brottets upplösning – även om "ledtrådar" inte helt saknas – för underrättelsetjänstens historia hör till stor del till Äventyret, men i deras ställe finns författarens uppenbara njutning i den mer romantiska genrens vidare horisonter." Recensionen avslutades: "Hur mycket puristen än längtar efter Poirot eller Miss Marple, kan han knappast beklaga Mrs Christies ljusa, upptagna utflykt till denna aktuella och extravaganta sfär."
Maurice Richardson från The Observer den 31 oktober 1954 sade: "Thrillern är inte Agatha Christies starka sida; Det får henne att tappa andan och bli naiv." Han avslutade: "Måste läsas överseende i en mycket bekväm järnvägsvagn. Hon hade förmodligen en trevlig semester när hon skrev den."
Robert Barnard skrev: "Thriller något över genomsnittet, med utmärkt början (hjältinnan, vars man har lämnat henne för en annan kvinna, och vars lilla dotter hade dött, överväger självmord på ett främmande hotell). Faller därefter över i hokum, med ett anmärkningsvärt ospännande klimax. Handlar främst om forskare som håller på att försvinna – den är skriven i kölvattnet av Fuchs/Pontecorvo-affären. Nämner den oamerikanska aktivitetskommittén, utan uppenbart ogillande." Barnard hänvisar till Bruno Pontecorvo, en banbrytande kärnfysiker som arbetade med de allierade under andra världskriget och sedan hoppade av till Sovjetunionen 1950 och Klaus Fuchs, teoretisk fysiker som också var i Los Alamos under andra världskriget, men skickade hemlig kunskap till Sovjetunionen och hamnade i fängelse för det 1950.

### Fotnoter
1. ↑  Peers, Chris (March 1999). Collins Crime Club – A checklist of First Editions. Dragonby Press. sid. 15
2. ↑  Cooper, John (1994). Detective Fiction – the collector's guide. Scholar Press. sid. 82, 87. ISBN 0-85967-991-8
3. ↑  Marcum, JS (1 maj 2007). ”American Tribute to Agatha Christie: The Golden Years: 1953 - 1967”. http://home.insightbb.com/~jsmarcum/agatha53.htm.
4. 1 2  Stead, Philip John (19 november 1954). ”Review”. The Times Literary Supplement:  s. 733.
5. 1 2 3  Richardson, Maurice (31 oktober 1954). ”Review”. The Observer:  s. 7.
6. 1 2  Barnard, Robert (1990). A Talent to Deceive – an appreciation of Agatha Christie. Fontana Books. sid. 192. ISBN 0-00-637474-3